# Xibalba
Xibalba (groft oversat "sted med frygt.") er i mayansk mytologi navnet på den underverden, der er styret af mayanske dødsånder.

## Xibalba i fiktion
Xibalba er inkluderet i Eidos Interactives ottende Tomb Raider-titel, Underworld.